# Джумо, Талент
Талент Джумо — зимбабвийская учительница, соучредительница и директор Katswe Sistahood. Продвигала права и здоровье женщин, включая планирование семьи.

## Карьера
Талент Джумо изначально была учительницей, специализирующейся на женщинах и здоровье. В 2005 году она стала специалисткой по гендерным вопросам в программе по ВИЧ Рабочей группы сообщества по вопросам здравоохранения, а в 2007 году она стала соучредительницей Инициативы молодых женщин-лидеров, которая впоследствии превратилась в Katswe Sistahood. В 2012 году она стала директором организации Sistahood, которая продвигает права женщин и знания о сексуальном здоровье.
С тех пор организация завоевала международные награды, например, стала одним из 20 победителей премии With and For Girls в 2015 году. В том же году Джумо организовала фестиваль Nzwika! Girl Be Heard, на котором правительству Зимбабве была передана петиция о правах девочек-подростков. Джумо и Sistahood привлекли внимание к проблеме сексуальной эксплуатации уязвимых несовершеннолетних девочек в Хараре. Она также получила грант от Фонда Билла и Мелинды Гейтс за свою работу по продвижению планирования семьи и была включена в программу BBC «100 женщин». Джумо входит в команду #teamgo, которая борется с уличными домогательствами к женщинам во всем мире.